# Maria Fernández Vidal
Maria Fernández Vidal (La Roca del Vallès, 18 d'abril de 1985) és una periodista esportiva catalana.
Llicenciada en periodisme per la Universitat Autònoma de Barcelona, inicià la seua carrera periodística a la productora Catalana de Televisió Local mentre compaginava els estudis a la facultat. Després de fer les pràctiques a l'InfoK de la CCMA, va passar un càsting per treballar com a presentadora d'esports al Canal 3/24. Posteriorment va presentar els esports al Telenotícies migdia i el Telenotícies vespre de TV3. També presenta programes esportius a Televisió de Catalunya i ha publicat articles al periòdic La Vanguardia. El 10 de juny de 2019 va assistir com a convidada al pòdcast La sotana. El 31 de desembre de 2019 presentà la Nit de Cap d'Any de TV3, juntament amb Toni Cruanyes i Tomàs Molina.